# Sample
Sample (en. [ˈsɑ:mpəl] - mostră, probă) — este un fragment digitalizat sonor relativ scurt. Sample-urile sunt utilizate pe scară largă în înregistrarea și crearea muzicii contemporane. În prezent, există un număr foarte mare de diverse samplere, romplere și alte dispozitive similare, care optimizează foarte mult lucrul cu samplere.

### Sampling în alte contexte
- Appropriation (art) - (Arte vizuale) se referă adesea la folosirea elementelor împrumutate în crearea unei lucrări noi.
- Collage - o lucrare din arta vizuală creată din asamblarea de forme diferite, astfel creînd un nou înreg.
- Cut-up technique - o tehnică literară aleatoriesau gen în care o scriere este tăiată la întîmplareși rearanjată pentru a crea un nou text.
- Found footage - o metodă de compilare parțială sau totală de segvențe de film ce nu a u fost create de cineast.
- Papier collé - o tehnică și un tip de colaj.
- Assemblage (compoziție) - o metodă de creare de texte prin folosirea clară de texte deja existente.